# Parafia Narodzenia św. Jana Chrzciciela w Kluczewie
Parafia pw. św. Jana Chrzciciela w Kluczewie – parafia należąca do dekanatu Połczyn-Zdrój, diecezji koszalińsko-kołobrzeskiej, metropolii szczecińsko-kamieńskiej. Została utworzona 1 czerwca 1951.

## Miejsca święte

### Kościół parafialny
Kościół św. Jana Chrzciciela w Kluczewie
Kościół parafialny został zbudowany w 1850 roku w stylu neogotyckim. Poświęcony został w 1945 roku.

### Kościoły filialne i kaplice
Kościół św. Stanisława Kostki w Czarnkowie
Kościół Wniebowzięcia Najświętszej Maryi Panny w Nowym Worowie
Kościół Narodzenia Najświętszej Maryi Panny w Warniłęgu